# James Beattie (Fußballspieler)
James Scott Beattie (* 27. Februar 1978 in Lancaster) ist ein ehemaliger englischer Fußballspieler und aktueller -trainer. Der Stürmer und fünffache englische A-Nationalspieler war besonders für seine Zeit in der Premier League zwischen 1998 und Anfang 2005 beim FC Southampton bekannt. In der Saison 2002/03 war er der beste aus England stammende Erstligatorschütze; dazu erreichte er 2003 mit den „Saints“ erstmals nach 1976 wieder das Finale im FA Cup.

## Jugend
Zunächst deutete wenig darauf hin, dass Beattie eine Karriere als Fußballspieler anstrebte, da diese Sportart bei ihm nur zweitrangig hinter dem Schwimmen war. Lange fuhr ihn ein Elternteil vor und nach der Schule von dem Familienheim in Blackburn nach Wigan zum Schwimmtraining und bei einem landesweiten Wettbewerb belegte er über 100 Meter Freistil gegen Konkurrenten wie den späteren Bronzemedaillengewinner von Athen Stephen Parry den zweiten Platz. Durch das harte Training erlitt er jedoch früh einen Knorpelschaden in der Schulter. Da ein Spezialist vor einer Arthritis innerhalb der folgenden zehn Jahre warnte, verwarf er zunächst seine Sportlerambitionen und konzentrierte sich stattdessen auf die Schule (in der er später Bestnoten in den Fächern Physik, Chemie, Biologie und Mathematik erreichte). Überraschend erhielt Beattie dann im Fußball die Chance, sich der Jugendabteilung der Blackburn Rovers anzuschließen. Er hatte dem Klub bereits seit jüngsten Jahren angehangen und nun wurde er mit einem Ausbildungsvertrag für Schüler ausgestattet.

## Spielerkarriere

### Vereinslaufbahn

#### Blackburn Rovers (1995–1998)
Infolge einer Verletzungsmisere in Blackburn rückte Beattie in der Saison 1996/97 in die erste Mannschaft der Blackburn Rovers auf. Er debütierte für den Erstligisten am 12. Oktober 1996 gegen den FC Arsenal (0:2) und kurze Zeit später folgte ein Einsatz bei der überraschenden 0:1-Ligapokalniederlage gegen das unterklassige Stockport County. Insgesamt fiel es ihm anfänglich schwer, sich auf die Bedürfnisse im Erwachsenenfußball einzustellen, wodurch er zeitweise in der Hierarchie sogar in der Reservemannschaft hinter James Thomas zurückfiel. Dies änderte sich zwar in der folgenden Spielzeit 1997/98, als er in der zweiten Mannschaft einen Schnitt von circa einem Tor pro Spiel erzielte. Auf „großer Bühne“ bestätigte er die guten Eindrücke jedoch noch nicht und bei seinen fünf Pflichtspielauftritten (davon nur eines von Beginn an) blieb ihm ein Torerfolg vorenthalten. Im Juli 1998 wechselte er daraufhin innerhalb der Premier League zum FC Southampton.

#### FC Southampton (1998–2005)
Das Geschäft kam in erster Linie durch den Wechsel von Kevin Davies für 7,5 Millionen Pfund in die entgegengesetzte Richtung zustande; die Ablösesumme für Beattie betrug wiederum eine Million Pfund. Er war vordergründig als Ergänzungsspieler eingeplant mit gelegentlichen Bewährungschancen, aber im Abstiegskampf gewann er mit seiner leidenschaftlichen Einsatzbereitschaft, der Kopfballstärke und der hohen physischen Präsenz im gegnerischen Strafraum schnell die Herzen des eigenen Anhangs. Sein Tor am drittletzten Spieltag der Saison 1998/99 zum 2:1-Endstand gegen Leicester City war einer von fünf Premier-League-Treffern und am Ende gewann der mittlerweile zum U-21-Auswahlspieler gereifte Mittelstürmer die vereinsinterne Wahl zum besten Akteur der abgelaufenen Runde. Nach einer Leistenoperation kurz vor Saisonende sah er sich in der anschließenden Spielzeit 1999/2000 im 4-5-1-System von Trainer Dave Jones stärkerer Konkurrenz ausgesetzt, bevor er nach einer Pause von knapp zwei Monaten in die Mannschaft zurückkehrte, dabei jedoch in der Premier League komplett torlos blieb. Nach dieser „Albtraumsaison“ verbesserte sich seine Form im Herbst 2000 an der Seite des Letten Marians Pahars deutlich, als er zehn Tore in zehn Spielen erzielte (zuvor hatte er 18 Monate lang kein einziges geschossen) und damit sogar im Dezember 2000 als Englands Fußballer des Monats ausgezeichnet wurde. Zu seinen Treffern zählten ein Freistoßtor beim 3:2 gegen den FC Chelsea und ein spektakulärer Weitschuss gegen den AFC Sunderland. Mit Pahars zeigte er sich in der Saison 2001/02 weiter torgefährlich. Sie schossen gemeinsam 26 Ligatore, wovon zwölf auf Beattie entfielen – trotz einer Knöchelverletzung, die ihn zu Saisonende für zwei Monate außer Gefecht setzte.
Sein erfolgreichstes Karrierejahr verzeichnete Beattie in der Saison 2002/03, als er 23 Tore in 38 Premier-League-Spielen erzielen konnte und dazu das Finale im FA Cup erreichte (das jedoch mit 0:1 gegen Arsenal verloren ging). Dabei war er wenig erfolgreich mit sechs torlosen Spielen und der Degradierung auf die Ersatzbank gestartet, bevor er mit seinem Treffer im Oktober 2002 gegen Aston Villa zu einer Torejagd ansetzte, die ihn am Ende knapp hinter Ruud van Nistelrooy und Thierry Henry auf den dritten Platz im Kampf um die Torjägerkrone katapultierte – er war damit gleichzeitig der beste aus England stammende Erstligatorschütze. Diese Torquote konnte er in der folgenden Saison 2003/04 mit 14 Ligatreffern nicht mehr bestätigen, was vor allem auch an den zunehmenden Problemen im Mittelfeld lag. Da von dort nur selten Druck im Angriffsspiel entfaltet wurde, versuchte sich Beattie oft „auf eigene Faust“ und dies auch aus wenig vielversprechenden Situationen heraus. Beatties Form ließ zu Beginn der Spielzeit 2004/05 deutlich nach und die Zeichen standen schnell auf Abschied, zumal in Southampton mit Peter Crouch ein geeigneter Nachfolger in Aussicht stand. So verließ er die „Saints“ Anfang Januar 2005 für die Ablösesumme von sechs Millionen Pfund in Richtung des FC Everton.

#### FC Everton (2005–2007)
Der Transfer von Beattie, der einen Viereinhalbjahresvertrag unterschrieb, war der bis dahin teuerste in der Vereinsgeschichte der „Toffees“. Die Umstellung fiel dem Neuzugang jedoch trotz zweier früher Tore gegen Sunderland und Southampton schwer. Mitverantwortlich dafür war auch eine lange Sperre, die gegen ihn ausgesprochen wurde, nachdem er Mitte Februar 2005 nach einem Kopfstoß gegen Chelseas William Gallas vom Platz gestellt worden war. Dazu kam eine Knieverletzung aus einem Trainingsspiel, die seine Rückkehr um einen weiteren Monat verzögerte. In der folgenden Spielzeit 2005/06 begann er damit die hohe Ablösesumme zu rechtfertigen, besonders Anfang 2006 mit zwei 1:0-Siegtreffern gegen Arsenal und Blackburn und seinen beiden Toren zum 3:1 gegen den FC Fulham – mit insgesamt zehn Premier-League-Toren war er sogar vereinsintern der treffsicherste Schütze. Diesen Aufwärtstrend konnte er jedoch nicht verstetigen und die Spielzeit 2006/07, die die letzte für ihn in Everton sein sollte, verlief desaströs. In 33 Ligaspielen (davon stand er nur 15 Mal in der Startelf) schoss er gerade einmal zwei Tore per Elfmeter.

#### Sheffield United (2007–2009)
Im August 2007 versuchte er beim Zweitligisten Sheffield United unter Trainer Bryan Robson einen Neuanfang. Die Ablösesumme betrug vier Millionen Pfund und nach dem Debüttreffer gegen Colchester United (2:2) gelangen ihm 21 weitere Tore, womit er die beste Ligaausbeute im Verein nach Tony Agana in der Saison 1988/89 erzielte. Als Sturmspitze agierend stand ihm zumeist Billy Sharp zur Seite, vor allem, nachdem Kevin Blackwell im Februar 2008 Robsons Nachfolge angetreten hatte. Nach einer kleineren Knieoperation kehrte Beattie erst Ende August 2008 ins Team zurück und war dann bis zum Jahresende wieder Stammspieler. In dieser Zeit traf er zwölf Mal, darunter waren sechs Elfmeter. Wegen der sich verschärfenden Finanzsituation im Verein ließ Sheffield Beattie dann im Januar 2009 zurück in die Premier League zu Stoke City ziehen, womit auch das Gehalt des Topverdieners eingespart werden konnte. Die Transferentschädigung belief sich auf 3,5 Millionen Pfund.

#### Stoke City (2009–2010)
Bei Stoke City unterschrieb Beattie einen Zweieinhalbjahresvertrag und mit sieben Toren trug er in den verbleibenden Saisonspielen nicht unwesentlich dazu bei, dass sich im Kampf um den Klassenerhalt die etwas dürftige Torausbeute verbesserte. Die gesteigerten Erwartungen für die Saison 2009/10 erfüllten sich dann jedoch nicht. Nach mehreren Verletzungen verpasste er größtenteils die Vorbereitung und im Spiel gegen den FC Chelsea musste er sogar nach zehn Minuten vom Platz gehen. Er schien danach wieder vollständig genesen und in der Partie gegen West Ham United erzielte er seine ersten beiden Tore in der laufenden Spielzeit. Im Dezember 2009 kam es dann aber zu einer Auseinandersetzung in der Umkleidekabine zwischen Trainer Tony Pulis und Beattie, wodurch der Stürmer weitgehend in Ungnade fiel und der anschließende Abschied Mitte 2010 wenig überraschte.

#### Letzte aktive Karrierestationen (2010–2013)
Nachdem Stoke Kenwyne Jones eingekauft hatte, wechselte Beattie im August 2010 zu den Glasgow Rangers. Er war der erste Spieler, den die Rangers nach zwei Jahren strenger finanzieller Auflagen auf dauerhafter Basis verpflichteten. Die Beattie-Personalie entwickelte sich jedoch zu einem „Flop“ und in der Hinrunde der Saison 2010/11 verzeichnete er verletzungs- und formbedingt gerade einmal fünf Starteinsätze in der Liga. Damit verschlechterten sich seine Perspektiven dramatisch und Ende Januar 2011 erhielt er die Erlaubnis, auf Leihbasis zurück in die englische Premier League zum FC Blackpool zu wechseln. Aber auch bei den „Seasiders“ blieb er bei seinen neun Einsätzen glück- und torlos. Nach dem Abstieg endete gleichsam die Leihperiode in Blackpool und das vertragliche Engagement in Glasgow durch Freistellung von Seiten der Rangers.
Nach einigen Monaten ohne Beschäftigung trainierte er zunächst im November 2011 beim Drittligisten AFC Bournemouth mit, bevor er wenig später nach einem Fitnesscheck bei seinem ebenfalls in der dritten Liga aktiven Ex-Klub Sheffield United anheuerte. Der zunächst kurzfristig angelegte Kontrakt wurde Ende Januar 2012 bis zum Ende der Saison 2011/12 verlängert, obwohl er mehrheitlich nur als Ergänzungsspieler eingesetzt wurde. Dazu kamen zwei rote Karten; darunter war eine Tätlichkeit gegen Charlton Athletic (0:1) nur rund zehn Minuten nach seiner Einwechslung. Im Anschluss an den gescheiterten Aufstiegsversuch ließ Sheffield United Beattie ziehen.
Im November 2012 heuerte Beattie beim Viertligisten Accrington Stanley an. Dort war mit Leam Richardson ein ehemaliger Weggefährte aus Blackburner Jugendtagen hauptverantwortlicher Trainer und neben der Fortführung der eigenen Spielerlaufbahn übernahm Beattie Aufgaben in dessen Trainerstab. In seiner letzten aktiven Profisaison absolvierte er 25 Ligaspiele, schoss dabei sechs Tore und verabschiedete sich am 27. April 2013 mit einer 0:3-Heimniederlage gegen Oxford United.

### Englische Nationalmannschaft
Beattie spielte im Jahr 2003 während seiner erfolgreichen Karrierezeit beim FC Southampton fünf Mal für die englische A-Nationalmannschaft. Sein erstes Länderspiel fand am 12. Februar 2003 gegen Australien statt und endete mit einer überraschenden 1:3-Niederlage. Bei den restlichen vier Länderspielen stand er nur beim dürftigen 2:0 gegen Liechtenstein in der Startformation und ein Tor war ihm für die „Three Lions“ nicht vergönnt.
Trotz der großen Vereinserfolge zu dieser Zeit nominierte ihn Nationaltrainer Sven-Göran Eriksson nicht für die anstehende Euro 2004 in Portugal, was Beattie wiederum mit Blick auf die geringeren Torquoten von Spielern wie Emile Heskey und Darius Vassell öffentlich kritisierte.

## Trainerkarriere
Nachdem Richardson zum FC Chesterfield gewechselt war, übernahm Beattie im Mai 2013 bei Accrington Stanley sein erstes Cheftraineramt.

## Titel/Auszeichnungen
- Englands Fußballer des Monats (2): Dezember 2000, November 2002